# クリス・クリスティ
クリストファー・ジェームズ・“クリス”・クリスティ（Christopher James "Chris" Christie、1962年9月6日 - ）は、アメリカ合衆国の政治家、元弁護士。2010年からニュージャージー州知事を2期8年務めた。アイルランド系とイタリア系の子孫。2002年から2008年まではニュージャージー地区の連邦地区検事を務めていた。

## 生い立ち
1962年9月6日にニュージャージー州ニューアークにて、ドイツ系とスコットランド系の血を引く、アイルランド出身で公認会計士の父のウィルバー・ジェームズ（ビル）・クリスティとイタリアのシチリア島出身の母のソンドラ・A・（グラッソ）クリスティの次男として誕生する。兄はトッド・クリスティ、妹はドーン・クリスティ・クラーク。1967年ニューアーク暴動の直後に両親は子供のより良い機会の為に暴動が起きたニューアークからリビングストンに移動した為、彼はリビングストンで育つ。リビングストン高等学校では14歳の時に学級委員と高等学校の野球チームでキャッチャーをしていた。またその当時、ニュージャージー州知事に立候補していた共和党のトーマス・ケイン議員が学校に来た時、彼は政治に関心を寄せてケイン議員の運動に志願して一緒に働いた。1980年に高等学校を卒業。デラウェア大学では政治学の学位を取得し、デラウェア大学を1984年に卒業した。シートン・ホール大学にも進み法務博士の学位を取得した。

## 2012年アメリカ合衆国大統領選挙
ニュージャージー州知事就任後は大胆な歳出削減で注目を浴びる存在となり、2011年1月3日に世論調査会社ゾグビー社が発表した2012年アメリカ合衆国大統領選挙に関する共和党支持者を対象にした世論調査で27パーセントの支持を獲得し、それまで優位とされてきたミット・ロムニー（17パーセント）、サラ・ペイリン（16パーセント）、マイク・ハッカビー（14パーセント）などの有力候補者を引き離してトップの支持を得た。また、現職の民主党バラク・オバマに勝ちうる唯一の候補とされた。
一方でまだ州知事就任1年で経験が浅いこと・共和党の弱い北東部の地盤であること・その体型を問題視する声があることなど、予備選挙を本当に勝ち抜けるか未知数であったため、2012年アメリカ合衆国大統領選挙には立候補しなかった。
結局クリスティは2012年アメリカ合衆国大統領選挙の出馬を見送り、ミット・ロムニーの支持を表明した。2012年8月に行われた党大会では基調演説を行い、党内において次の有力候補であることをアピールした。

## ハリケーン・サンディの対応
ハリケーン・サンディ発災時は、オバマの対応を絶賛した。党派を超えて危機に協力したこの対応によってクリスティの支持が広がった一方（事実2013年の州知事選挙の支持率はハリケーン・サンディ発生以降上昇し、クリスティ再選の可能性を濃厚にさせた）、結果的に重要な局面でロムニーの足を引っ張ったとする意見も根強く、その評価は割れている。
何れにせよ2013年の1年間でクリスティの存在は全米に知れ渡るものとなり、2016年アメリカ合衆国大統領選挙の候補者としてクリスティを意識した報道がなされるようになった。
元々若い頃のクリスティーは痩せていて、10代の学生の頃は地元の高校のベースボールのキャッチャー選手として活躍していた。しかし結婚した後、政治の仕事に関わるようになるにつれて太り始め、現在の肥満体型になっていった。肥満からの体型による体重と健康を気にして、2013年2月に胃のバンディング手術を始めたことを同年5月に明らかにした。胃のバンディング手術の効果により、2014年には約38.25キログラム減量した。

## 報復渋滞疑惑
2013年9月、ニュージャージー州とニューヨーク市を結ぶジョージ・ワシントン・ブリッジの一部車線が4日間閉鎖され、大渋滞が発生した。2014年1月になって、この渋滞はクリスティが政敵への報復として意図的に発生させたものだったとする疑惑が浮上した。

## 2016年アメリカ合衆国大統領選挙
2015年6月30日に2016年アメリカ合衆国大統領選挙への出馬を表明したが、2016年2月10日、大統領選挙から撤退。2月26日に実業家ドナルド・トランプへの支持を表明した。穏健派のクリスティが、政策が近いと考えられていたマルコ・ルビオでなくトランプを支持したことは、当時大きな衝撃をもって受け止められた。更に5月9日、ドナルド・トランプ候補の政権移行準備チーム責任者に就任した。11月11日、政権移行チーム副責任者に降格となる。ドナルド・トランプの食生活や大統領選挙の失敗について数か月に渡り言及したため、2016年12月末に政権移行チームから解雇され、トランプ政権の閣僚任命から締め出された。

## 2024年アメリカ合衆国大統領選挙
2023年6月6日にニューハンプシャー州で開催された対話集会において2024年アメリカ合衆国大統領選挙への出馬を表明。かつてはトランプを支持していたが、この日の集会ではトランプを孤独で、自己中心的な鏡の前の豚と表現するなど厳しく批判。自らの過去のトランプ支持は誤りであり、同じように拒絶するよう共和党員に求めた。
2024年1月10日にニューハンプシャー州での集会で選挙戦からの撤退を表明した。集会でクリスティーは「私が指名を得る道はないことが明らかになった」とし、トランプの再選を許さないことが「私個人の野心よりも重要だ」と強調した。